# Eucnide xylinea
Eucnide xylinea är en brännreveväxtart som beskrevs av Cornelius Herman Müller. Eucnide xylinea ingår i släktet Eucnide och familjen brännreveväxter. Inga underarter finns listade i Catalogue of Life.